# Уйгурские языки
Уйгу́рские языки (также: тувинско-яку́тские, уйгу́ро-огу́зские, уйгу́ро-карлу́кские и др.) — условное название гипотетического объединения нескольких тюркских групп, прежде всего якутской и саянской (тувинской, тобаской).

## Состав
Специфическое тувинско-якутское единство рассматривается тюркологами в пределах гипотетических восточнотюркских (восточнохуннских) (Н. А. Баскаков), сибирских тюркских (О. А. Мудрак) или большой группы тюркских -d- (Н. А. Самойлович). Соответственно, ближайше родственными оказываются хакасские, древнетюркские письменные и, в некоторых вариантах, центрально-восточные и чувашский язык.
И. В. Кормушин предполагает возможность объединения якутских и саянских с карлукскими, в том числе современными.

## Обоснованность
Общетюркский характер саянских в принципе подтверждается фонетическими изоглоссами с тюркскими. В абсолютном начале слова противопоставляются сильные и слабые, а в середине слова после исторического долгого гласного наблюдается озвончение согласного, как в огузских и также иканско-карабулакском диалекте огузского, образовавшегося на границе огузских и карлукских диалектов. Возможно, что пратувинский соседствовал с праогузским.
Ещё более интересно сохранение носового варианта j как изоглоссы с диалектом -n- древнеуйгурского языка, к которому, видимо, восходит современный халаджский. Не исключено, что пратувинский с -n-диалектом уйгурского составлял исторически единство, то есть возможно историческое единство пратувинского и пракарлукского. У Махмуда Кашгари описание тюркских -d- присутствует.
Но праякутский вряд ли составлял единство как с карлукскими, так и с сибирскими тюркскими. Махмуд Кашгари якутского не обнаружил, но его предшественник, Марвази, описывал язык неких уйгур (видимо, курыканов), непонятный остальным соседним тюркам.
В то же время, в якутском содержатся слова с начальным s- вместо нуля и с интервокальным -d- вместо -t-. Это, очевидно, древнетюркские заимствования, свидетельствующие, что праякуты использовали древнетюркский, заимствовав из него несколько основ, когда уже сложились индивидуальные особенности праякутского.
В сборнике под ред. Э. Р. Тенишева и А. В. Дыбо «Сравнительно-историческая грамматика тюркских языков. Пратюркский язык-основа. Картина мира пратюркского этноса по данным языка» и в книге А. В. Дыбо «Лингвистические контакты ранних тюрков. Лексический фонд. Пратюркский период» праякутский отделяется хронологически вторым после прачувашского.